# Зюдостштайермарк
Зюдостштайермарк (нем. Südoststeiermark) — округ в Австрии. Административный центр округа — город Фельдбах. Округ входит в федеральную землю Штирия. Занимает площадь 982.96 км². Население 83 841 чел. Плотность населения 85 человек/км2.
Округ был образован 1 января 2013 года в результате слияния округов Радкерсбург и Фельдбах.

## Достопримечательности
- Ригерсбург — средневековый дворцово-замковый комплекс.

### Соседние регионы
| С-З | Вайц Грац-Умгебунг   |             | Еннесдорф           | С-В |
| З   | Лайбниц              | Роза ветров |                     | В   |
| Ю-З | Подравска (Словения) |             | Помурска (Словения) | Ю-В |

## Административно-территориальное деление

### Список общин
- Бад-Глайхенберг
- Бад-Радкерсбург
- Дойч-Гориц
- Эдельсбах-бай-Фельдбах
- Айхкёгль
- Феринг
- Фельдбах
- Гнас
- Хальбенрайн
- Ягерберг
- Капфенштайн
- Кирхбах-Церлах
- Кирхберг-ан-дер-Раб
- Клёх
- Меттерсдорф-ам-Засбах
- Мурэкк
- Пальдау
- Пирхинг-ам-Траубенберг
- Ригерсбург
- Санкт-Анна-ам-Айген
- Санкт-Петер-ам-Оттерсбах
- Санкт-Штефан-им-Розенталь
- Штраден
- Тишен
- Унтерламм